# Parornix fagivora
Parornix fagivora là một loài bướm đêm thuộc họ Gracillariidae. Nó được tìm thấy từ Thuỵ Điển đến Pyrenees, Ý và Albania và từ Anh đến miền nam Nga.
Sải cánh dài 11–14 mm.
Ấu trùng ăn Fagus sylvatica, bao gồm các phân loài Fagus sylvatica orientalis. Chúng ăn lá nơi chúng làm tổ.